# 康家庄站
康家庄站是一个胶济线上的铁路车站，位于山东省高密市康庄镇，建于1902年，目前为四等站，邮政编码为261512。目前客运：办理旅客乘降；行李包裹托运；货运：办理整车货物发到；危险货物仅办理农药、化肥发到。